# Сайфуллин, Тагир Сергеевич
Тагир Сергеевич Сайфуллин (6 мая 1932 — 25 июля 2007) — хормейстер и главный дирижёр Государственной хоровой капеллы Республики Башкортостан. Народный артист РБ (1995).

## Биография
Тагир Сергеевич Сайфуллин родился 6 мая 1932 года в хуторе Фролов (ныне — город Фролово в Волгоградской области).
В 1963 году окончил Саратовскую консерваторию имени В.Собинова (педагог Е.Сидорова).
В 1962—1969 годах работал руководителем Академической хоровой капеллы ДК Профсоюзов в Саратове.
Для создания в Уфе хоровой капеллы выпускников Уфимского училища искусств, музыкально-педагогического училища и участников самодеятельности был приглашён в Уфу в 1996 году.
Руководил организованной им Государственной хоровой капеллой Республики Башкортостан в 1969—1982 и 1989—1996 годах.
С 1999 по 2007 годы — дирижёр-консультант Хоровой капеллы.
Вёл преподавательскую работу: c 1982 по 1986 годы — доцент кафедры хорового дирижирования Уфимского института искусств, с 1986 по 1989 преподавал в Уфимском училище искусств.

## Творчество
Хоровая капелла под руководством Сайфуллина Тагира Сергеевича исполняла реквиемы Моцарта, Верди, Форе, «Иоанн Дамаскин» Танеева, «Колокола» Рахманинова, хоры современных композиторов. Исполняла «Патетическую ораторию» Г.Свиридова, «Оды Революции» Б.Кравченко, обработки башкирских народных песен.

## Награды и звания
- Орден «Знак Почёта» (1967)
- Заслуженный деятель искусств Башкирской АССР (1973)
- Заслуженный деятель искусств РСФСР (1978)
- Народный артист Республики Башкортостан (1995)